# Inspectora Ellis
Inspectora Ellis (títol original en anglès, Ellis) és una sèrie de televisió britànica de drama criminal per a Channel 5 protagonitzada per Sharon D. Clarke com la inspectora Ellis. Es va estrenar al Regne Unit el 31 d'octubre de 2024 a Channel 5 amb una temporada de tres parts i posteriorment es va renovar per a una segona temporada. S'ha subtitulat al català.
El rodatge va tenir lloc a Irlanda del Nord a la primavera del 2024. Els llocs de rodatge van ser Dromore al comtat de Down, Gracehill al comtat d'Antrim, prop de Ballymena.